# Otiophora lebruniana
Otiophora lebruniana là một loài thực vật có hoa trong họ Thiến thảo. Loài này được (Bamps) Robbr. & Puff mô tả khoa học đầu tiên năm 1981.